# Gofră

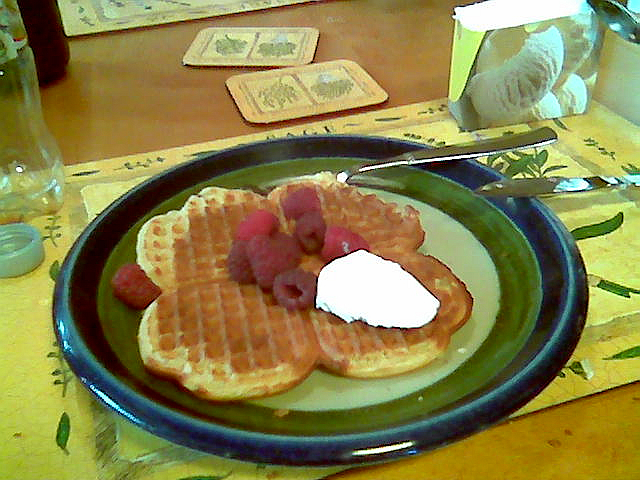
Gofre cu înghețată și zmeură.

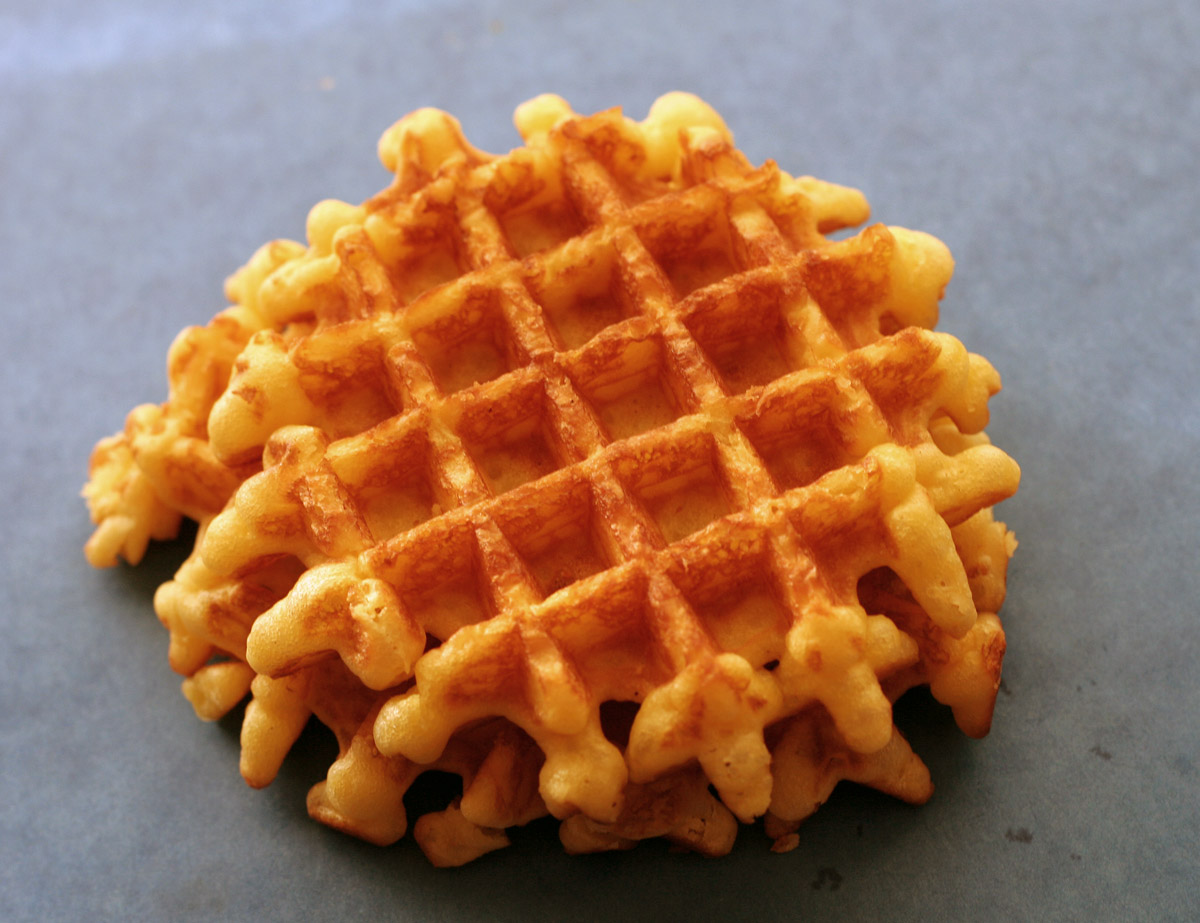
Niște gofre pufoase.

O gofră este un produs de patiserie originar din Belgia, făcut cu făină, zahăr, unt, ouă și lapte, prăjit într-o formă dreptunghiulară sau hexagonală, într-un aparat care imprimă această formă.
Există diferite tipuri de gofre, bazate pe diferite rețete și, de asemenea, pe diferitele mașini și forme folosite. Mâncat în întreaga lume, gofrele își găsește originile în Belgia (în Flandra, unde se vorbește flamandă, un dialect a limbii olandeze, este numit wafel,  iar în cealaltă jumătate a țării, Valonia, unde se vorbeșe limba franceză, gaufre). În această țară, gofrele se consumă în general proaspăt, la scurt timp după ce este prăjit. În alte țări, însă, gofrele sunt disponibile spre vânzare congelate, pentru a fi consumate după încălzire.
De asemenea, acest fel de mâncare este popular în Marea Britanie și SUA, unde ia numele waffle, de la cuvântul olandez wafel.

## Istoria

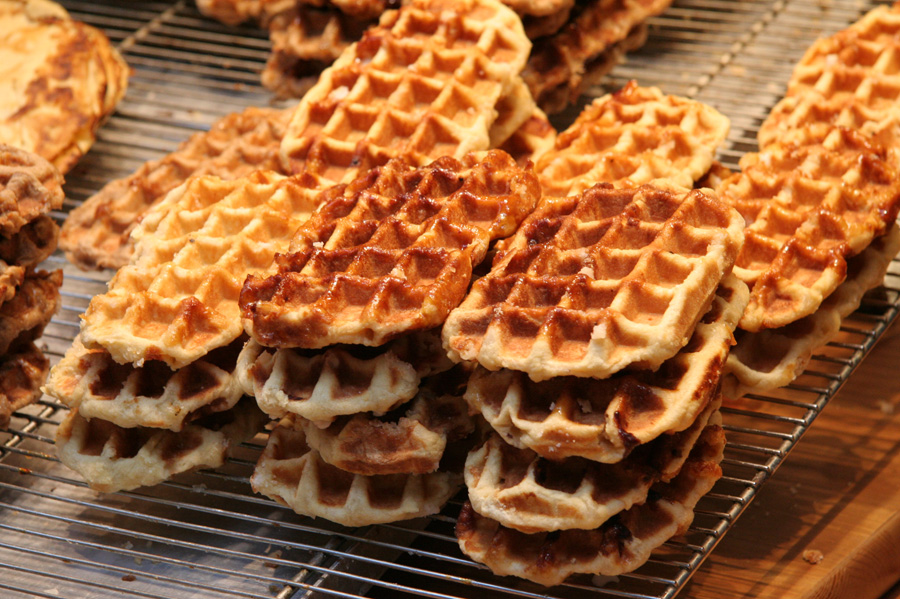
Gofre de Liège – o creație a unui bucătar legendar din secolul al XVIII-lea pentru prințul-episcop de Liège – prima rețetă confirmată este din 1921.

Se crede că gofrele se făceau și în Grecia antică, unde au fost identificate cu un niște feluri de mâncare numite ὀβελίας obelías. În Evul Mediu, bucătarii găteau frecvent plăcinte numite gaufre, care în franceză veche înseamnă „fagure”, iar sursele sugerează că acestea erau consumate cu brânză sau miere.
În secolul al XII-lea se făceau și biscuiți similari în Malta și Gozo, care erau vânduți în afara bisericilor, mai ales în timpul sărbătorilor. Se găteau cu niște aparate speciale: două plăci metalice circulare fixate împreună cu brațe de aproximativ 80 cm pentru a le putea așeza direct pe foc.
Ménagier de Paris (sfârșitul secolului al XIV-lea) folosea deja ortografia gauffre.
În dicționarul german al Fraților Grimm, publicat în prima jumătate a anilor 1800, este menționată existența desertului și este tratată în detaliu compoziția acestuia. În diverse mărturii ale vremii se relatează difuzarea ei începând din regiunile Rinului limitrofe Franței. Potrivit lui Grimm, cuvântul wafel în olandeză s-a răspândit încă din secolul al XV-lea și s-a consolidat în Germania ca Waffel din secolul al XVII-lea, probabil cu o etimologie legată de țesut. Substantivul englezesc, waffle, vine prin termenul olandez în secolul al XVIII-lea.
Gofrele, ca și alte preparate asemănătoare, erau folosite pentru a ura noroc și sănătate și erau pregătite în mod tradițional pentru sărbătoarea Întâmpinarii Domnului și pentru Mardi Gras, ultima zi de Carnaval dinaintea Postului Mare. 
Ulterior, Părinții Pelerini au stat o scurtă perioadă în Olanda înainte de a se îndrepta către coloniile Americii și aici au învățat să pregătească ceea ce ei numeau wafel, adică niște prăjituri cu formă de fagură prăjite în aparate numite poffers. Au adus această rețetă în America și acolo gofrele răspândite sub numele de waffel și apoi mai frecvent waffle. Thomas Jefferson însuși, conform Monticello Historical Society, a adus cu el aparate de prăjit gofre din Franța. Nu se știe exact când a început să fie adăugată drojdia în aluat sau dacă a fost întotdeauna prezentă, dar se presupune că drojdia chimică a fost inclusă în rețetă nu mai devreme de două secole în urmă, deoarece a fost dezvoltată abia în anii 1800.
Există numeroase tipuri de aparate care prăjesc gofrele în formă de inimă, floare, cerc sau păpuși, iar noi versiuni se răspândesc din ce în ce mai mult.
Gofrele au rămas foarte populare în Europa în prima jumătate a secolului al XIX-lea, în ciuda blocadei navale britanice din Atlantic din 1806, care a umflat foarte mult prețul zahărului. Aceasta a coincis cu producția comercială de zahăr din sfeclă în Europa continentală, care, în câteva decenii, a adus prețul la minime istorice.  În perioada de tranziție de la zahărul din trestie la zahărul din sfeclă, Florian Dacher a oficializat o rețetă pentru gofrele de Bruxelles, predecesorul gofrelor americane „Belgian”, înregistrând rețeta în 1842/43. Stroopwafel, de asemenea, a devenit proeminent în Țările de Jos până la jumătatea secolului. Cu toate acestea, în a doua jumătate a anilor 1800, zahărul din sfeclă ieftin a devenit disponibil pe scară largă, iar o gamă largă de produse de patiserie, bomboane și ciocolată erau acum accesibile clasei de mijloc, ca niciodată înainte; Popularitatea gofrelor a scăzut rapid.
Până la începutul secolului al XX-lea, rețetele de gofre au devenit rare în cărțile de rețete și doar 29 de patiseri profesioniști de gofre, oublieurs, au rămas la Paris. Gofrele treceau de la un produs predominant bazat pe vânzători de stradă la un produs din ce în ce mai făcut în casă, ajutat de introducerea în 1918 a primului aparat de fabricat electric de gofrele comerciale de la GE. Până la mijlocul anilor 1930, amestecul uscat de clătite/gofre a fost comercializat de o serie de companii, printre care Aunt Jemima, Bisquick și o echipă de trei frați din San Jose, California - Dorsas. Frații Dorsas au fost cei care au continuat să inoveze producția comercială de gofre congelate, pe care au început să vândă sub numele „Eggo” în 1953. Producătorii testează acum producția de gofrele cu amidon de cartofi, care măresc stabilitatea gofrele și le protejează de lipirea de fier.
Gofrele americane „Belgian Waffles” contemporane sunt de fapt un hibrid de tipuri și ingrediente de gofrele americane preexistente și unele atribute ale modelului belgian.